# Some Heir Over the Rainbow
A Some Heir Over the Rainbow Carl Barks író és rajzoló 1953-ban megjelent képregénye Dagobert bácsi főszereplésével. A történetet a Dell Comics Walt Disney’s Comics and Stories című sorozatának 155. számában adták ki először, melyben a multimilliárdos Dagobert bácsi egy cselfogással igyekszik kideríteni, hogy rokonai közül Donald kacsa, Tiki, Niki és Viki vagy Gúnár Gusztáv érdemesebb rá, hogy egyedüli örökösévé tegye.

## A történet megszületése és megjelenése
Carl Barks 1952-ben írta és rajzolta meg a tíz oldalas Some Heir Over the Rainbowt, melyet a Western Publishing, a Dell Publishing partnercége december 24-én vett át. A történet első alkalommal a Walt Disney’s Comics and Stories című sorozat 155. számában, 1953 augusztusában jelent meg.

## A cselekmény
|  | Alább a cselekmény részletei következnek! |

Egy esős, de derült napon Tiki, Niki és Viki az égen feltűnő szivárványban gyönyörködnek. A beszélgetés hamar arra terelődik, hogy a szóbeszéd szerint a szivárvány tövében aranyat találni. Unokaöccsei ábrándozását Donald azonban ridegen fogadja és az egészet ostoba babonának nevezi.
Eközben multimilliárdos Dagobert bácsikájuk komoran arra az elhatározásra jut, hogy eljött az ideje, hogy rokonai, Donald, Tiki, Niki és Viki, valamint Gúnár Gusztáv közül kiválassza leendő örökösét, akire nyugodt szívvel rábízhatja hatalmas vagyonát. Előtte azonban próbára akarja tennie őket, hogy melyikük bánik jobban a pénzzel. Véletlenül fültanúja lesz unokaöccsei beszélgetésének, amitől remek ötlete támad: a szivárvány tövében, illetve ahova az látszólag vezet, elrejt egy-egy fazék ezer dollárt, majd biztatja unokaöccseit, hogy a legendának hitelt adva megkeressék azt. Így elkerülheti, hogy rokonai bármit is megsejtsenek a tesztről, ő pedig megfigyelheti, hogy melyikük mit kezd az egyenlően elosztott indulótőkével.
Dagobert terve tökéletesen beválik. Elsőként Tiki, Niki és Viki találnak rá a pénzzel teli fazékra, majd a nemtörődömségéről és szerencséjéről hírhedt Gúnár Gusztáv, végül pedig a szkeptikus Donald. Mindegyikőjüknek saját elképzelése van az ölébe hullott pénz felhasználásáról. Donald ingatlanba akarja fektetni a pénzt, de hamar elcsábul egy autószalon kirakata előtt. Gusztáv, szerencséjében bízva, sorsjegyre akarja költeni az egész pénzt. Az elhatározást követően azonban máris talál egy földön heverő tombolajegyet, amiről eszébe jut, hogy mivel amúgy is állandóan üldözi a szerencse, a pénzre valójában semmi szüksége, így az egészet elrejti egy fa odvában. Tiki, Niki és Viki egy gőzhajóba való beruházásban látnak ragyogó lehetőségeket, de a kikötőben megakad a szemük egy öreg, bús tengerészen, aki egy régi térképet nézeget. Az öregember elmeséli neki, hogy a térkép egy hajórakomány kincs helyét mutatja: az arany és drágakövek az öbölben, egy homokpad alatt nyugszanak. Mivel azonban senki nem hisz neki, neki pedig nincs elég pénze a munkálatokhoz, a helyzete kilátástalan. A három kiskacsa számára kétség sem férhet a tengerész becsületességéhez, ezért rögvest felajánlják neki a talált pénzüket.
Két hét múlva Dagobert bácsi magához hívatja unokaöccseit, hogy elmondja nekik az igazat a szivárvány lábánál talált pénzről, és hogy megtudja, mihez kezdtek vele. Donald részletfizetéssel egy autót vett, így nemhogy szaporította volna a pénzt, de még adósságot is csinált. Gusztáv hagyta heverni a pénzt az odvas fában, így az összeg nem is csökkent, de nem is nőtt. Dagobert eddig sem volt elragadtatva unokaöccsei teljesítményétől, de amikor Tiki, Niki és Viki képtelen befektetését meghallja teljesen kikel magából. Mikor már éppen, jobb híján, Gusztávot jelölné meg örökösének, betoppan a szobába az öreg tengerész egy láda arannyal és drágakővel, Tiki, Niki és Viki részével az eltemetett kincsből. Dagobert így, a valószínűtlen ám de szerencsés befektetésük miatt, három legfiatalabb rokonát teszi meg egyedüli örökösének.
|  | Itt a vége a cselekmény részletezésének! |

## A történet motívumai
Thomas Andrae összefoglalása szerint a Some Heir Over the Rainbow története azt mutatja be, hogy „amit mi sorsszerűségnek tekintünk az valójában a kapitalista rendszer hatalmának terméke”: Dagobert rokonai, mint az átlagpolgárok, nem is sejtik, hogy a szivárvány tövében talált pénz valójában multimilliárdos rokonuk, mint az amerikai kapitalista rendszer csúcsán álló személy, fondorlatának része. Dagobert természetesen a kapitalista értékrend szerint akarja kiválasztani örökösét, vagyis azt, aki a kapott tőkét hatékonyabban képes befektetni. Rokonainak szándékai a pénz felhasználásáról, még ha kezdetben mind annak gyarapítását célozzák is, azonban különbözőek, befolyásolhatóak és könnyen megváltoznak, akárcsak a kapitalista piacgazdaság más emberi szereplőié is. Andrae megítélése szerint a történet tanulsága, hogy mindenkinek hitre van szüksége a boldoguláshoz, és hogy követnie kell az álmát, az „amerikai álmot”. A történet egyben ezzel a kapitalizmus ellentmondását is megjeleníti: bár a siker végső soron a gazdag réteg akaratától, döntéseitől és cselekedeteitől függ, Tiki, Niki és Viki úgy váltak méltóvá Dagobert örökségére, hogy vele szemben, ők tőkéjüket visszaforgatták a társadalomba, az öreg tengerésznek adták, ezzel pedig nem csak saját maguknak használtak, hanem neki is.